# Divadelní fakulta Janáčkovy akademie múzických umění
Divadelní fakulta Janáčkovy akademie múzických umění (DF JAMU) je jednou ze dvou fakult Janáčkovy akademie múzických umění v Brně. Vznikla v roce 1948 a po zrušení roku 1959 byla obnovena v roce 1990. Sídlí v budově v Mozartově ulici v historickém centru Brna. Studentům poskytuje vzdělání ve studijních oborech spojených s divadelním uměním.

## Historie
Divadelní fakulta Janáčkovy akademie múzických umění (JAMU) byla předpokládána již při zřízení JAMU na podzim 1947. Nová vysoká škola (dobově Janáčkova akademie musických umění) byla zřízena zákonem č. 168/1947 Sb. ze dne 12. září 1947, účinném od 13. října toho roku, podle kterého se škola zřídila k počátku studijního roku 1947/1948. Členila se na dva odbory, hudební a dramatický, přičemž otevření dramatického odboru mělo být teprve stanoveno ministrem školství. Zatímco hudební odbor fungoval již od října 1947, dramatický odbor byl usnesením ministra školství otevřen 25. června 1948. Měl dva obory, režii a herectví, a v prvním akademickém roce 1948/1949 na něm studovalo 19 posluchačů. Jeho prvním děkanem byl jmenován Frank Wollman. Dramatický odbor zpočátku působil s celou školou v přidělených budovách Smetanova 14, Kounicova 34 (Komenium) a Joštova 2, od roku 1949 využívala JAMU také polovinu budovy Komenského náměstí 6.
Počátkem roku 1949 získala škola pro činoherní představení svých studentů sál Nového domova (Gorkého 43), kde vzniklo Divadelní studio. První premiéra se uskutečnila 12. února 1949, jednalo se o pásmo Karla Biňovce Na nás záleží v režii Zdeňka Dopity. Od června toho roku bylo Divadelní studio umístěno v divadle na výstavišti a v roce 1952 získalo svoji definitivní scénu, kde působí jako Studio Marta dodnes – sál v domě Bayerova 5. Sál Marta byl otevřen 5. října 1952 premiérou inscenace Učitel Straume Anny Brodele v režii Milana Páska.
Na základě nařízení vlády č. 80/1951 Sb. z 2. října 1951, účinném od 24. října 1951, se z hudebního a dramatického odboru staly hudební a divadelní fakulta. Obě fakulty ale byly zrušeny 31. srpna 1959, neboť od následujícího dne se JAMU podle nařízení vlády č. 58/1959 Sb. ze dne 12. srpna 1959 na fakulty již nečlenila. Po zrušení fakult v roce 1959 tvořily převážnou část nabízených oborů JAMU obory hudební. Z oblasti divadelní zůstalo pouze činoherní herectví a teprve v roce 1964 bylo po mnoha letech obnoveno studium činoherní režie.
Po sametové revoluci došlo 9. července 1990 podle nařízení federální vlády č. 282/1990 Sb. z 9. dubna 1990 k obnově rozdělení školy na hudební a divadelní fakultu. Pro divadelní fakultu získala škola již během jara 1990 prostory ve vedlejším křídle budovy Burešova 20. Pro akademický rok 1990/1991 byly na divadelní fakultě kromě činoherního herectví a činoherní režie poprvé otevřeny nové obory, jimiž byly muzikálové herectví, loutkoherectví, divadelní dramaturgie, scénografie a taneční pedagogika, které v dalších letech následovaly další. V květnu 1991 bylo otevřeno zrekonstruované Studio Marta a při té příležitosti se uskutečnil první ročník Mezinárodního festivalu divadelních škol SETKÁNÍ/ENCOUNTER. Protože o budovu Burešova 20 projevil zájem Nejvyšší soud České republiky, přestěhovala se divadelní fakulta během léta 1992 do nově získané budovy Mozartova 1. V roce 2012 bylo otevřeno Divadlo na Orlí – hudebně-dramatická laboratoř JAMU, kterou pro svá představení využívají z divadelní fakulty především studenti muzikálu.

## Budova
Budova Divadelní fakulty JAMU byla postavena v letech 1907–1909 podle projektu vídeňského architekta Edmunda Schutta pro pobočku Obchodní a živnostenské komory. Její realizaci zajistil stavitel Anton Jelinek. Palácová stavba ve stylu novobaroka s prvky vídeňské secese vznikla na nároží ulic Mozartovy a Dvořákovy při zástavbě prostoru, který byl uvolněn v letech 1904–1906 po zboření rozsáhlého areálu Jezuitských kasáren (bývalé jezuitské koleje). Budova bývalé Obchodní a živnostenské komory je památkově chráněná, do státního seznamu kulturních památek byla zapsána v roce 2024.

## Členění
Součástí fakulty byly v roce 2024 tyto ateliéry a kabinety:
- Ateliér audiovizuální tvorby a divadla
- Ateliér činoherního herectví Lukáše Riegra
- Ateliér činoherního herectví Aleše Bergmana
- Ateliér činoherního herectví Josefa Morávka
- Ateliér činoherního herectví Igora Dostálka
- Ateliér divadelní produkce a jevištní technologie
- Ateliér divadlo a výchova
- Ateliér fyzického divadla – Devised and Physical Theatre Studio
- Ateliér muzikálového herectví Doda Gombára
- Ateliér muzikálového herectví Petra Štěpána
- Ateliér muzikálového herectví Sylvy Talpové
- Ateliér režie a dramaturgie Petra Oslzlého
- Ateliér režie a dramaturgie Václava Cejpka
- Ateliér režie a dramaturgie Josefa Kovalčuka
- Ateliér rozhlasové a televizní dramaturgie a scenáristiky
- Ateliér scénografie
- Ateliér světelného designu
- Ateliér tanečního a pohybového divadla a výchovy
- Ateliér divadlo a výchova pro Neslyšící (DVN)
- Ateliér doktorských studií
- Kabinet zpěvu
- Kabinet jevištní mluvy
- Kabinet pro výzkum divadla a dramatu
- Kabinet pohybu
- Kabinet jazyků
- Laboratoř médií

## Studijní programy a obory
V roce 2024 nabízela fakulta tyto studijní programy a obory:

### Bakalářské studijní programy a obory
| - Dramaturgie a režie - Činoherní režie - Divadelní dramaturgie - Scénografie - Scénografie - Dramatická tvorba a média - Audiovizuální tvorba a divadlo - Rozhlasová a televizní dramaturgie a scenáristika | - Divadelní produkce a jevištní technologie - Divadelní produkce - Jevištní management a technologie - Divadlo a výchova - Divadlo a výchova - Divadlo a výchova pro Neslyšící - Taneční a pohybové divadlo a výchova (kombinovaný) |

### Navazující magisterské studijní programy a obory
| - Dramaturgie a režie - Činoherní režie - Divadelní dramaturgie - Scénografie - Scénografie - Světelný design - Dramatická tvorba a média - Audiovizuální tvorba a divadlo - Rozhlasová a televizní dramaturgie a scenáristika | - Divadelní produkce a jevištní technologie - Divadelní produkce - Divadlo a výchova - Divadlo a výchova - Divadlo a výchova pro Neslyšící - Taneční a pohybové divadlo a výchova (kombinovaný) |

### Magisterské studijní programy a obory
Nenavazující čtyřleté magisterské studium.
- Herectví
  - Činoherní herectví
  - Muzikálové herectví
  - Fyzické divadlo

### Doktorský studijní program a obor
- Dramatická umění
  - Dramatická umění (prezenční i kombinovaný)

## Absolventi
Někteří z absolventů fakulty (1948–1959, od 1990) a divadelních oborů nerozdělené JAMU (v letech 1959–1990; označeni hvězdičkou):
- Jana Andresíková*
- Eliška Balzerová*
- Igor Bareš*
- Jiří Bartoška*
- Nika Brettschneiderová*
- Josef Carda*
- Ladislav Cigánek*
- Eduard Cupák
- Jiří Čapka*
- Jitka Čvančarová
- Miroslav Donutil*
- Jiří Dvořák*
- Miroslav Etzler
- Květa Fialová
- Ladislav Frej*
- Věra Galatíková*
- Arnošt Goldflam*
- Dagmar Havlová*
- Karel Heřmánek*
- Hana Holišová
- Adrian Jastraban*
- Vladimír Javorský*
- Zdeněk Junák*
- Lubomír Kostelka
- Martin Kraus
- Miroslav Krobot*
- Ladislav Lakomý
- Zdeněk Mahdal*
- Zdeněk Maryška*
- Miloslav Mejzlík*
- Vladimír Menšík
- Antonín Molčík*
- Vladimír Morávek*
- Stanislav Moša*
- Míla Myslíková
- Oldřich Navrátil*
- Václav Neužil
- Iva Pazderková
- Jaroslav Plesl
- Jana Plodková
- Josef Polášek
- Bolek Polívka*
- Bronislav Poloczek*
- Pavel Rímský*
- Klára Sedláčková-Oltová
- Peter Scherhaufer*
- Svatopluk Skopal*
- Zuzana Slavíková*
- Josef Somr
- Bořivoj Srba
- Alfred Strejček*
- Daniela Šinkorová
- Jana Švandová*
- Eva Tálská*
- Pavel Trávníček*
- Jan Vlasák*
- Roman Vojtek
- Gabriela Vránová*
- Jiří Vyorálek
- Hana Zagorová*
- Aleš Zbořil
- Pavel Zedníček*
- Ladislav Županič*